# Wilhelm Sturm
Wilhelm Sturm (Bochum, 8 febbraio 1940 – 5 novembre 1996) è stato un calciatore tedesco, di ruolo centrocampista.

## Carriera
Ha giocato nella prima divisione tedesca.

## Palmarès

### Club

#### Competizioni nazionali
- Campionato tedesco: 1

Borussia Dortmund: 1962-1963
- Coppa di Germania: 1

Borussia Dortmund: 1964-1965

#### Competizioni internazionali
- Coppa delle Coppe: 1

Borussia Dortmund: 1965-1966